# ایخ-تامیر
ایخ-تامیر (به لاتین: Ikh-Tamir) یک منطقهٔ مسکونی در مغولستان است که در استان آرخانگای واقع شده‌است. ایخ-تامیر ۴٬۸۰۰ کیلومتر مربع مساحت دارد.